# Gibarac
Gibarac (en serbe cyrillique : Гибарац) est un village de Serbie situé dans la province autonome de Voïvodine. Il fait partie de la municipalité de Šid dans le district de Syrmie (Srem). Au recensement de 2011, il comptait 989 habitants.
Gibarac est une communauté locale, c'est-à-dire une subdivision administrative, de la municipalité de Šid.

## Géographie

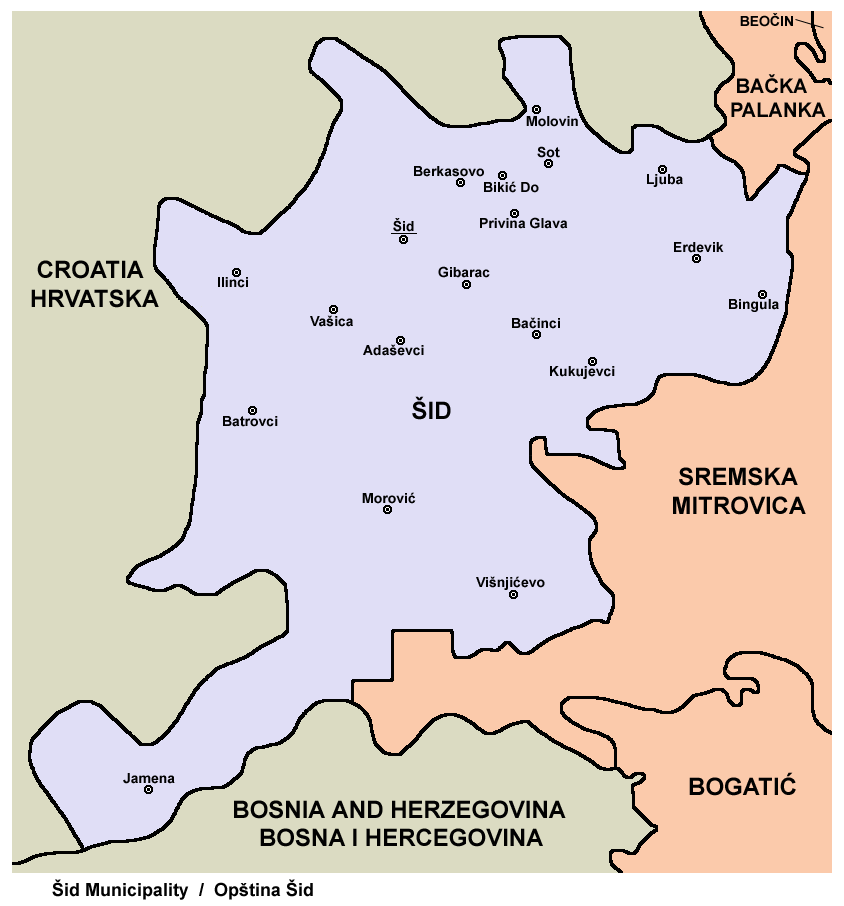
Localisation de Gibarac dans la municipalité de Šid

Gibarac se trouve dans la région de Syrmie, sur les pentes méridionales du massif de la Fruška gora. Le village est situé à 3 kilomètres à l'est de Šid, le centre administratif de la municipalité, sur la route régionale Šid-Sremska Mitrovica (R-103).

## Histoire
Le village est mentionné pour la première fois en 1370 et, au cours d'une histoire plutôt agitée, il a changé plusieurs fois d'emplacement. Il a été peuplé par des Serbes réfugiés de la Serbie devenue ottomane et ses habitants participèrent à la défense de la région au temps de la Frontière militaire autrichienne.

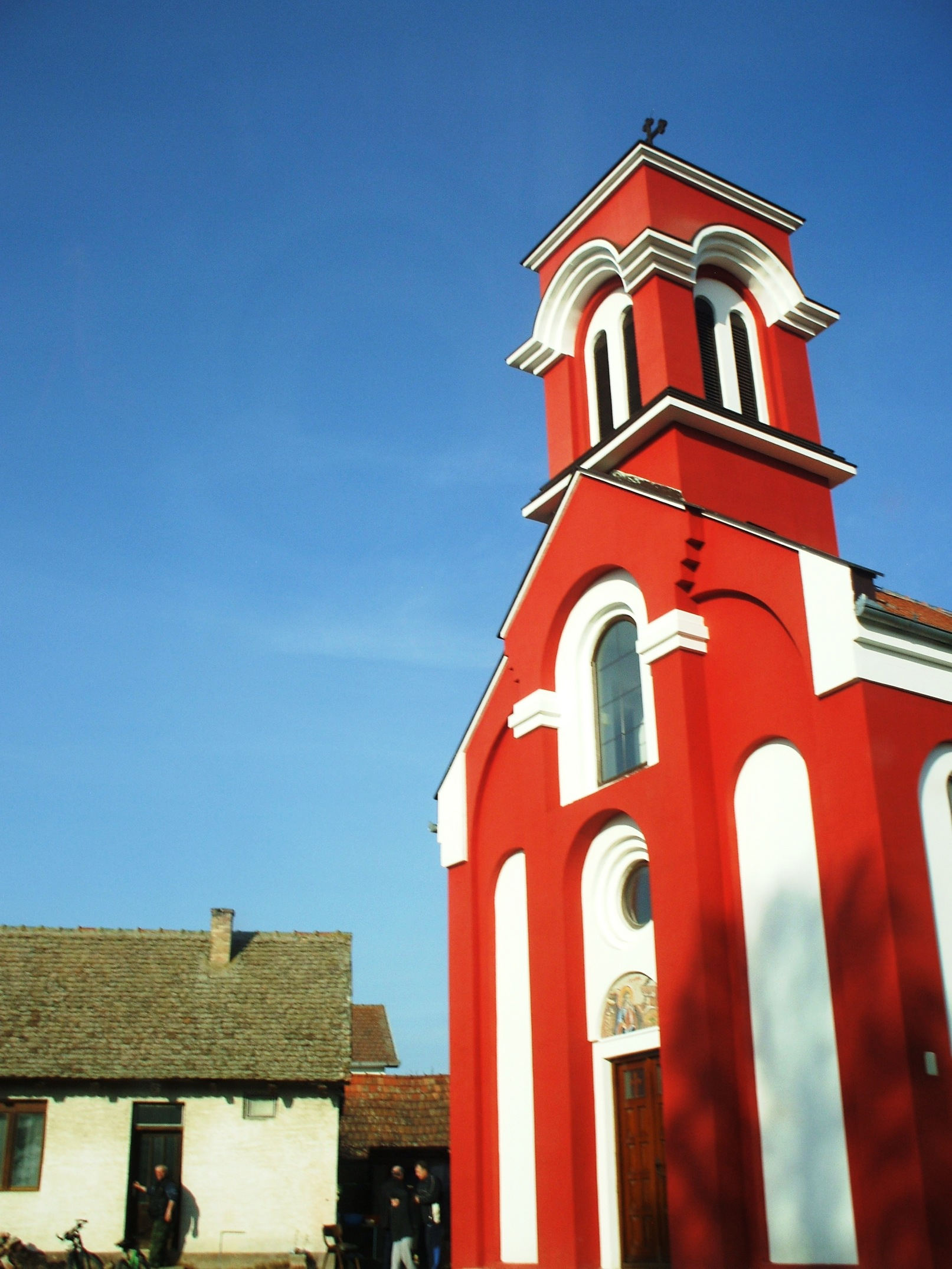
L'église orthodoxe Saint-Élie de Gibarac

## Démographie

### Évolution historique de la population
| 1948 | 1953  | 1961  | 1971 | 1981 | 1991 | 2002  | 2011 |
| ---- | ----- | ----- | ---- | ---- | ---- | ----- | ---- |
| 973  | 1 044 | 1 108 | 980  | 915  | 840  | 1 158 | 989  |

|  |

### Données de 2002
Pyramide des âges (2002)
En 2002, l'âge moyen de la population était de 38,2 ans pour les hommes et 42,4 ans pour les femmes.
Répartition de la population par nationalités (2002)
En 2002, les Serbes représentaient 89 % de la population ; le village abritait notamment une minorité croate (7,8 %).

### Données de 2011
En 2011, l'âge moyen de la population était de 43,4 ans, 41,8 ans pour les hommes et 45 ans pour les femmes.

## Économie
La population de Gibarac travaille principalement dans l'agriculture et l'élevage. L'agriculture est organisée autour de deux coopératives agricoles ; le village dispose aussi d'une pharmacie délivrant des produits phytosanitaires ainsi que de deux centres vétérinaires.

## Vie locale
Gibarac abrite une école élémentaire (en serbe : osnovna škola) qui est une antenne de l'école Branko Radičević de Šid. La mairie du village accueille également un centre médical.
Le village possède un club de football, le FK Sinđelić, l'association de pêche sportive Smuđ et une société de chasse appelée Fazan.

## Tourisme
L'église catholique Saint-Jean-Népomucène de Gibarac a été construite dans les années 1810-1820 ; elle est inscrite sur la liste des monuments culturels de grande importance de la République de Serbie. Le village possède également un grenier situé 7 rue Maršala Tita et un autre grenier situé au n° 42 de la même rue, tous les deux classés.